# 1998年通讯及多媒体法令
1998 年通讯及多媒体法令 是马来西亚国会的一项法案。 其制定目的在于提供和互联网和多媒体行业及其附带事项。不過該法案沒有提到網路審查。
从而导致这项法案并不具有法律效益, 但是马来西亚目前还是在遵守这个法案上面的内容